# (1974) Caupolican
(1974) Caupolican es un asteroide que forma parte del cinturón de asteroides y fue descubierto por Carlos Torres y S. Cofré desde la estación de Cerro El Roble, Chile, el 18 de julio de 1968.

## Designación y nombre
Caupolican se designó al principio como 1968 OE.
Más adelante fue nombrado en honor del jefe de los araucanos Caupolicán.

## Características orbitales
Caupolican orbita a una distancia media del Sol de 3,163 ua, pudiendo alejarse hasta 3,477 ua y acercarse hasta 2,849 ua. Su excentricidad es 0,09924 y la inclinación orbital 10,23°. Emplea 2054 días en completar una órbita alrededor del Sol.